# Septembre 1890

## Événements
- 11 septembre : une révolution libérale entraîne la chute du gouvernement conservateur dans le Canton du Tessin, prélude à l'introduction de la proportionnelle pour l'exécutif.

## Naissances
- 1er septembre : Chester M. Franklin, réalisateur, acteur, scénariste et producteur américain († 12 mars 1954).
- 9 septembre : Kurt Lewin, psychologue américain († 11 février 1947).
- le Colonel Sanders, restaurateur, entrepreneur et philanthrope américain, fondateur et promoteur du restaurant KFC († 16 décembre 1980).
- 15 septembre : Agatha Christie, romancière britannique, la créatrice des personnages d'Hercule Poirot et de Miss Marple († 12 janvier 1976).
- Frank Bennett, acteur américain du cinéma muet († 29 avril 1957).
- 16 septembre : Victor Delagarde, syndicaliste français, († 4 décembre 1954).
- 29 septembre :
  - Ahmad Kasravi (mort le 11 mars 1946), historien, réformateur et philosophe iranien
  - Alois Eliáš (mort le 19 juin 1942), général et homme politique tchèque
  - Karl Weisenberger (mort le 28 mars 1952), général d'infanterie allemand
  - Oscar Drouin (mort le 16 juillet 1953), personnalité politique canadienne

## Décès
- 26 septembre : Henri Faraud, missionnaire du grand nord aux territoires du Nord-Ouest.
- 29 septembre :
  - Alphonse Karr (né le 24 novembre 1808), romancier et journaliste français
  - Charles Henry de Soysa (né le 3 mars 1836), philanthrope sri lankais